# Nieuw Groninger Woordenboek
Het Nieuw Groninger Woordenboek is een naslagwerk van 1278 bladzijden, dat in 1929 door K. ter Laan werd samengesteld en door J.B. Wolters te Groningen werd uitgegeven.

## Betekenis
Hoewel het als woordenboek werd gepresenteerd, is het meer een naslagwerk, omdat niet alleen de vertalingen van Groningse woorden worden gegeven, maar vaak ook achtergrondinformatie van woorden en begrippen uit de provincie Groningen. Daardoor is het ten dele ook een Groninger encyclopedie. Zo bevat het lemma Borg een lijst van alle bestaande en afgebroken opstallen. Verder bevat het voornamen, de teksten van (kinder)liedjes (zoals Sint Maarten) en rijmpjes, toponiemen (bijna alle plaatsen worden genoemd, inclusief de bijnamen van de bewoners) en meer typisch Groninger zaken.
Het boek is belangrijk omdat het voor het eerst een eigen spelling van het Gronings vastlegt. Deze spelling wordt nog wel gebruikt, maar is tegenwoordig vervangen door die van Siemon Reker. Het voornaamste bezwaar tegen de "spelling-Ter Laan" is dat hij de m en de n als aparte lettergreep beschouwde en dit aangaf door er een corona onder te zetten, een lastig te zetten teken.
- Ter Laan: sloapm
- Reker: sloapen
(de uitspraak is in beide schrijfwijzen hetzelfde)

De geschiedenis, de tongval van de taal en de gebruikte spelling worden in korte hoofdstukken uitgelegd. Ondanks de verouderde spelling wordt het nog vaak geraadpleegd, omdat het het Gronings van rond 1930 weergeeft, dat afwijkt van het huidige gebruik dat verhollandst is, zoals aptmoal (1930) tegenover allemoal (2000). 
Een nadeel van het woordenboek is dat het Gronings-Nederlands is. Voor wie de taal niet machtig is, is het soms lastig om van een Nederlands woord het Groningse equivalent te vinden.
Het woordenboek is ook bekend vanwege de rond 500 afbeeldingen, waarvan veel speciaal voor het boek zijn gemaakt door de Ploeg-kunstenaar Johan Dijkstra.

## Inhoud
- blz. I - Voorbericht
- blz. IX - Uit de geschiedenis van onze volkstaal
- blz. XIV - De Groninger tongvallen
- blz. XV - De spelling
- blz. XVII - Lijst van platen en kaarten
- blz. XXI - Lijst van deuntjes en versjes
- blz. XXII - Lijst van geraadpleegde werken
- blz. XXVIII - Lijst van intekenaren
- blz. XXXII - Lijst van afkortingen
- blz. XXXIII - kaart van Groningen, 1558 (dubbel gevouwen)
- blz. 1 t/m 1251 - het woordenboek
- blz. 1252 t/m 1278 - Aanvullingen en verbeteringen

## Uitgaven
- K. ter Laan, Nieuw Groninger Woordenboek, J.B. Wolters, Groningen, 1929. 1278 pag. Met kaarten en platen van Johan Dijkstra e.a. Herdrukken in 1974, 1977 en 1980
- K. ter Laan, Nieuw Groninger Woordenboek, Wolters-Noordhoff, Groningen, 1952. Tweede, herziene druk. Herdrukken in 1983, 1989 en 2001